# Laxenecera niveibarba
Laxenecera niveibarba är en tvåvingeart som beskrevs av Hermann 1919. Laxenecera niveibarba ingår i släktet Laxenecera och familjen rovflugor. Inga underarter finns listade i Catalogue of Life.